# Ohio Valley Wrestling
Ohio Valley Wrestling (OVW) ist der Name einer US-amerikanischen Wrestling-Promotion, die in Louisville, Kentucky beheimatet ist. Promotor ist Al Snow.

## Geschichte

### Gründung und NWA-Jahre (1993–1999)
NWA Ohio Valley Championship Wrestling, so der ursprüngliche Name der Promotion, wurde 1993 vom ehemaligen Wrestler und Schiedsrichter Nightmare Danny Davis als Teil der National Wrestling Alliance (NWA) gegründet. Die Promotion übernahm das Gebiet der United States Wrestling Association (USWA), die inaktiv wurde, nachdem die beiden Gründer Jerry Lawler und Jeff Jarrett 1993 zur World Wrestling Federation (WWF) wechselten. Die wöchentlichen Shows fanden on der Davis Arena in Jeffersonville (Indiana) statt, während größere Shows in Louisville Gardens in Louisville (Kentucky) veranstaltet wurden.
1997 endete die Zusammenarbeit miit NWA und die Promotion wurde zu Ohio Valley Wrestling. Mit Trailer Park Trash wurde der erste OVW Heavyweight Champion gefunden.
Am 11. Januar 1998 wurde die erste wöchentliche Show aufgezeichnet. Hauptmatch war ein Tag-Team-Match zwischen Nick Dinsmore & Rob Conway vs. Assassin #2 & Juan Hurtado.

### WWF/WWE Entwicklungs-Liga (1999–2008)

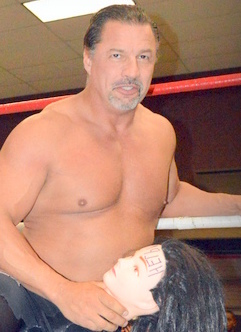
Al Snow übernahm OVW zunächst als Trainer, seit 2018 ist er Miteigentümer

1998 investierte Jim Cornette, der dem WWF-Kreativteam angehörte in die Liga und übernahm hinter den Kulissen die Rolle als Booker und Showschreiber, während er im Fernsehen als Kommentator auftrat. Er sorgte auch dafür, das OVW eine Entwicklungsliga der WWF wurde. Zu den ersten Talenten, die ihre ersten Schritte bei OVW taten, gehörten die späteren John Cena, Randy Orton, Brock Lesnar, Batista und Shelton Benjamin. 2005 endete die Zusammenarbeit zwischen Cornette und der WWE, nachdem Cornette den Anfänger Anthony Carelli (später bekannt als Santino Marella) mehrmals geohrfeigt hatte, nachdem dieser nicht adäquat auf den Wrestler The Boogeyman reagiert hatte und gelacht haben soll. Schon vorher soll Cornette ausgebrannt gewirkt haben.
Für Cornette sprang Al Snow als Kommentator ein, während der ehemalige Extreme-Championship-Wrestling-Promoter Paul Heyman von WWE als Creative Director und Produzent eingesetzt wurde. Heyman blieb jedoch nicht lange, da er seine alte Promotion 2006 unter dem WWE-Banner als WWE ECW reaktivieren sollte. So übernahm Snow auch das Booking. Cornette trat auch als Teilhaber zurück und verkaufte 2007 seine Anteile zurück an Davis.
2007 wurde Florida Championship Wrestling (FCW) gegründet. Beide Ligen wurden als Development Territory zunächst simultan weitergeführt. Am 8. Februar 2008 kündigte die WWE jedoch die Zusammenarbeit mit Ohio Valley Wrestling und transferierte alle laufenden Verträge zu FCW. Gelegentlich kam es noch zur Zusammenarbeit, doch OVW war nun wieder independent.
2011–2013 war OVW ein Entwicklungsterritorium von Impact Wrestling, einem Konkurrenten der WWE. 2018 übernahm Al Snow OVW vom bisherigen Besitzer Daniel Briley.
Die Dokuserie Wrestlers auf Netflix handelt vom Kampf der Promotion ums Überleben im Jahr 2022.

### Jahre nach der WWE (2008–2018)
Von 2008 bis 2018 kämpfte die Liga um ihr Überleben. 2009 trat der ehemalige OVW-Schüler John Bradshaw Layfield als Sponsor auf. 2010 brachte Danny Davis Cornette wieder zurück. Er setzte auf eine Zusammenarbeit mit Ring of Honor (ROH), die er als Executive Producer unterstützte.
Am 7. November 2011 kam es zu einer Zusammenarbeit mit Total Nonstop Action Wrestling. OVW trat bis zum 2. November 2013 als Entwicklungsliga auf. Die beiden Promotions trennten sich jedoch am 2. November 2013 wegen finanzieller Differenzen. Davis führte die Liga im Anschluss wieder alleine.

### Gladiator Sports und Al Snow (2018–2021)
2018 wollte Danny Davies in den Ruhestand gehen, aber seine Promotion nicht schließen. Er suchte einen Käufer und fand ihn in Al Snow. Dieser arbeitete mit Top Notch Boxing zusammen, einer großen Box-Promotion in Louisville. Die beiden Promotions verschmoltzen zum Gladiator Sports Network. Die Zusammenarbeit führte zur 1000. Folge von OVW Wrestling, die am 10. Oktober 2018 als erstes Liveevent in der Geschichte von OVW über das Network FITE TV ausgestrahlt wurde.
Pläne einer Ausweitung nach Europa als OVW-EU scheiterten. Al Snow integrierte seine Schule Al Snow Wrestling Academy in die Promotion und gründete 2019 einen eigenen On-Demand-Service.
Im Februar 2019 gab es eine gemeinsame Veranstaltung mit Impact Wrestling, Clash in the Bluegrass, ein Impact One Night Only Special. Die beiden Promotions begründeten im Anschluss eine neue Zusammenarbeit. Im April gelang es Al Snow seine Wrestlingschule in das Bildungsprogramm des Kentucky Department of Education aufnehmen zu lassen. Damit wurde sie landesweit die erste offiziell anerkannte Berufsbildende Schule mit dem Schwerpunkt Wrestling. 2019 erhielt die Show einen Platz auf dem Sender WBNA. Oktober 2020 kam es zu einer Zusammenarbeit mit Quatar Pro Wrestling. Zudem sendete der kanadische Kanal Game+ OVW als Syndikation in Kanada und den Vereinigten Staaten.

### Neue Besitzer (seit 2021)
Trotz dieser Achtungserfolge steckte Ohio Valley Wrestling in einer ernstzunehmenden finanziellen Krise. Als Investoren sprangen im Januar 2021 Matt Jones von Kentucky Sports Radio und Craig Greenberg (21c Museum Hotels) ein. Al Snow durfte weiter als Booker, Promoter und Trainer arbeiten. OVW zog in ein neues Gebäude, ein ehemaliges Fitnessstudio, das vorher zur University of Louisville gehörte, aber seit 2019 leerstand.
2023 startete auf Netflix die Dokumentarreihe Wrestlers, die den Kampf der Investoren und Al Snow um den Fortbestand der Promotion zeigte. Sie war sehr erfolgreich und sorte im nachgang dafür, das OVW mit Genvec Venture eine strategische Allianz einging, was für finanzielle Stabilität sorgte. Ed Prayer wurde als CEO ernannt.
Am 11. Januar 2024 wurde die Wrestlerin Mickie James zum Creative Director, Head of Female Talent und Executive Producer ernannt.

## Titel

### Aktuelle Titelträger
| Titel                                 | Aktueller Titelträger                               | Datum des Titelgewinns | Vorheriger Titelträger                          | Ref.   |
| ------------------------------------- | --------------------------------------------------- | ---------------------- | ----------------------------------------------- | ------ |
| OVW Heavyweight Championship          | Mt. Khadeem                                         | 3. Oktober 2024        | Ca$h Flo                                        | [ 26 ] |
| OVW National Heavyweight Championship | Doug Basham                                         | 4. Januar 2025         | EC3                                             | [ 27 ] |
| OVW Media Championship                | Dustin Jackson                                      | 14. November 2024      | Tony Gunn                                       | [ 28 ] |
| OVW Rush Division Championship        | Super Z                                             | 4. Januar 2025         | Jamin Olivencia                                 | [ 27 ] |
| OVW Tag Team Championship             | Beaches and Cream (Luscious Lawrence and Omar Amir) | 14. November 2024      | Blockbusters (Jordan Sparkes and Toby St. John) | [ 28 ] |
| OVW Women's Championship              | J-Rod                                               | 29. August 2024        | Leila Grey                                      | [ 29 ] |

### Ehemalige Titelträger
| Titel                                 | Jahre     | Erster Titelträger | Letzter Titelträger | Anmerkungen |
| ------------------------------------- | --------- | ------------------ | ------------------- | --- |
| OVW Light Heavyweight Championship    | 1999–2001 | Jason Lee          | Chris Michaels      | |
| OVW Hardcore Championship             | 2000–2001 | Trailer Park Trash | Randy Orton         | |
| OVW Television Championship           | 2005–2019 | Brent Albright     | AJZ                 | [ 30 ] |
| OVW Kentucky Heavyweight Championship | 2020–2024 | Luscious Lawrence  | Kal Herro           | Mick Foley präsentierte am 15. Februar 2024 bei OVW Rise den Ohio Valley Wrestling Media Title als Nachfolger. |

## Roster

### Männer
| Ringname          | Echter Name            | Anmerkungen                       |
| ----------------- | ---------------------- | --------------------------------- |
| Adam Revolver     | Jared Pridgin          |                                   |
| Andrew Williams   | unbekannt              |                                   |
| Big Zo            | Cowann Owens           |                                   |
| Ca$h Flo          | Mike Walden            |                                   |
| Crixus            | Luke Scoular           | OVW Heavyweight Champion          |
| D'Mone Solavino   | unbekannt              |                                   |
| Deget Bundlez     | unbekannt              |                                   |
| Dimes             | unbekannt              |                                   |
| Donovan Cecil     | unbekannt              | OVW Tag Team Champion             |
| EC3               | Michael Hutter         | OVW National Heavyweight Champion |
| Eric Darkstorm    | Eric Wayne Lewis       |                                   |
| Gnarls Garvin     | Jake Kinnett           |                                   |
| Hy-Zaya           | unbekannt              |                                   |
| Jack Vaughn       | unbekannt              |                                   |
| Jared Kripke      | unbekannt              |                                   |
| Jay DeNiro        | unbekannt              |                                   |
| Jessie Godderz    | Jessie Godderz         |                                   |
| Joe Mack          | Joseph Makdessi        |                                   |
| Kal Herro         | Kal Herro              | OVW Media Champion                |
| Louie Boudreaux   | unbekannt              |                                   |
| Luke Kurtis       | unbekannt              |                                   |
| Luscious Lawrence | Lawrence Key Jr.       |                                   |
| Mahabali Shera    | Amanpreet Randhawa     |                                   |
| Manny Domingo     | Luis Garcia            |                                   |
| Maximo Suave      | unbekannt              |                                   |
| Nikeem The Dream  | Nikeem Avent           |                                   |
| Omar Amir         | Omar Amir              |                                   |
| Orion             | Justin Coburn          |                                   |
| The Dark Reverend | Ranoni Thompson        |                                   |
| Ryan Von Rockit   | Ryan Howe              |                                   |
| Star Rider        | unbekannt              |                                   |
| Tony Evans        | unbekannt              |                                   |
| Tony Gunn         | Anthony Gunn           |                                   |
| TW3               | Thomas Sinkfield       | OVW Tag Team Champion             |
| Ty Vance          | unbekannt              |                                   |
| Tyler Lee Deputy  | unbekannt              |                                   |
| Will Austin       | unbekannt              | OVW Rush Division Champion        |
| ZDP               | Zachary Dayton Pittman |                                   |

### Frauen
| Ring name         | Real name       | Notes                |
| ----------------- | --------------- | -------------------- |
| Alice Crowley     | Alice Fisher    |                      |
| Arie Alexander    | unbekannt       |                      |
| Crystal White     | unbekannt       |                      |
| Dream Girl Ellie  | Ellie Hile      |                      |
| Freya the Slaya   | Sarah States    |                      |
| Hollyhood Haley J | Haley James     |                      |
| J-Rod             | Jessica Roden   | OVW Women's Champion |
| Jada Stone        | unbekannt       |                      |
| Judi Rae          | Desiree Riggs   |                      |
| Katie Gannon      | unbekannt       |                      |
| Shalonce Royal    | Shalandra Royal |                      |
| Shawna Reed       | unbekannt       |                      |
| Tiffany Nieves    | unbekannt       |                      |

### Aufnahmeteam
| Name             | Echter Name     | Rolle                                                             |
| ---------------- | --------------- | ----------------------------------------------------------------- |
| AJ McKay         | AJ McKay        | Kommentator, Ringsprecher, Regie, Produzent, Backstage Interviewe |
| Bryan Kennison   | Bryan Kennison  | Kommentator                                                       |
| Dancin' Stevie J | Steven Johnson  | Kommentator                                                       |
| Eric Cornish     | Eric Cornish    | Ringsprecher, Backstage Interviewer                               |
| Josh Ashcraft    | Josh Ashcraft   | Kommentator, Manager                                              |
| Linda Kay        | Linda Kay       | Ringsprecher, Backstage Interviewer                               |
| Shannon The Dude | Shannon Grigsby | Kommentator, Manager, World Heavyweight Radio Champion            |
| Carmen Michael   | Carmen Childers | Kommentator, Ringsprecher                                         |

### Schiedsrichter
| Name              | Title           |
| ----------------- | --------------- |
| Charlene McKenzie | Schiedsrichter  |
| Daniel Spencer    | Senior Official |
| Jake Cloyd        | Schiedsrichter  |
| Josh Patterson    | Schiedsrichter  |
| Shane Chess       | Schiedsrichter  |

### Management
| Name                  | Title                                                        |
| --------------------- | ------------------------------------------------------------ |
| Al Snow               | Besitzer, Executive Producer                                 |
| Amazing Maria         | Trainerin, Produzentin                                       |
| Andrew Jefferson      | Besitzer                                                     |
| Chad Miller           | Besitzer                                                     |
| Craig Greenberg       | Besitzer                                                     |
| Dean Hill             | Management Commissioner                                      |
| Doug Basham           | Trainer, Produzent                                           |
| Jeffery Tuvlin        | Besitzer                                                     |
| Jesse Morris          | Produzent                                                    |
| Joe Reeves            | Besitzer                                                     |
| Larry Benz            | Besitzer                                                     |
| Matt Jones            | Besitzer                                                     |
| Mickie James          | Creative Director, Head of Female Talent, Executive Producer |
| Becky Cady            | Executive Administrator, OVW Academy                         |
| „Cornbred“ Bryan Roof | Director of Admissions, OVW Academy                          |
| Nightmare Danny Davis | Grpnder                                                      |

### Bekannte ehemalige Wrestler
- Abyss
- Alicia Fox
- Ariel
- Aron Stevens
- Batista
- Beth Phoenix
- Big Show
- Bobby Lashley
- The Boogeyman
- Bradshaw
- Brock Lesnar
- Carlito
- Charlie Haas
- Chris Kanyon
- Chris Masters
- CM Punk
- Cody Rhodes
- Colt Cabana
- Crash Holly
- Curt Hawkins/Brian Myers
- Daniel Puder
- Davey Boy Smith Jr.
- Dexter Lumis
- Elijah Burke/D'Angelo Dinero
- EC3
- Eve Torres
- Faarooq
- Frankie Kazarian
- Gail Kim
- Gene Snitsky
- Jake Hager
- Jamie Noble
- Jillian Hall
- Joey Mercury
- John Cena
- Johnny Nitro/John Morrison
- Jon Heidenreich
- Katie Lea
- Kelly Kelly
- Ken Doane/Kenny
- Kofi Kingston
- Lance Cade
- Luke Gallows/Festus
- Madison Rayne
- Mark Henry
- Mark Jindrak
- Matt Morgan
- Matt Sydal
- Melina Perez
- The Miz
- Mr. Kennedy/Mr. Anderson
- Natalya
- Nathan Jones
- Nick Dinsmore/Eugene
- Nick Nemeth/Nicky/Dolph Ziggler
- ODB
- Orlando Jordan
- Randy Orton
- René Duprée
- Rhyno
- Rob Conway
- Rob Terry
- Rosa Mendes
- Ruby Riott/Ruby Soho
- Ryback
- Santino Marella
- Shawn Spears
- Shelton Benjamin
- Taryn Terrell
- Tommaso Ciampa
- Tommy Dreamer
- Trevor Murdoch
- Victoria
- Vito
- Vladimir Kozlov
- Wade Barrett
- Zack Ryder/Matt Cardona